# Альфредо Торрес
Хуан Альфредо Торрес Гонсалес (ісп. Juan Alfredo Torres González, 31 травня 1931, Сапопан — 10 листопада 2022) — мексиканський футболіст, що грав на позиції нападника, зокрема, за клуб «Атлас», а також національну збірну Мексики. По завершенні ігрової кар'єри — тренер.
Дворазовий володар кубку Мексики.

## Клубна кар'єра
У футболі відомий виступами за команду «Атлас», кольори якої і захищав протягом усієї своєї кар'єри гравця, що майже двадцять років. 

## Виступи за збірну
27 грудня 1953 року дебютував в офіційних матчах у складі національної збірної Мексики в рамках кваліфікації ЧС-1954. Протягом кар'єри у національній команді провів у її формі 5 матчів, забивши 2 голи.
У складі збірної був учасником чемпіонату світу 1954 року у Швейцарії, де зіграв з Бразилією (0-5) і Францією (2-3).

## Кар'єра тренера
Після майже 20 років кар'єри гравця працював тренером, помічником тренера, директором футбольної школи, а останнім часом футбольним скаутом «Атласа». Сьогодні тренувальний майданчик атлатистів носить його ім’я: Campo Alfredo «Pistache» Torres.
Як тренер, він сформував одну з найкращих команд мексиканського футболу: «Атлас» 1972 року, який дійшов до півфіналу кубку проти «Крус Асуля», але зазнав поразки.
Двічі він виводив «Рохінехрос» до Прем'єр-дивізіону (1972 та 1979) відразу після їх пониження до другого класу. Ще один підйом у верхній дивізіон йому вдалося в сезоні 1982—1983 на посаді тренера «Уніон Куртідорес».

## Титули і досягнення
- Чемпіон Мексики (2):

«Атлас»: 1962, 1968